# Gebrüder Haider

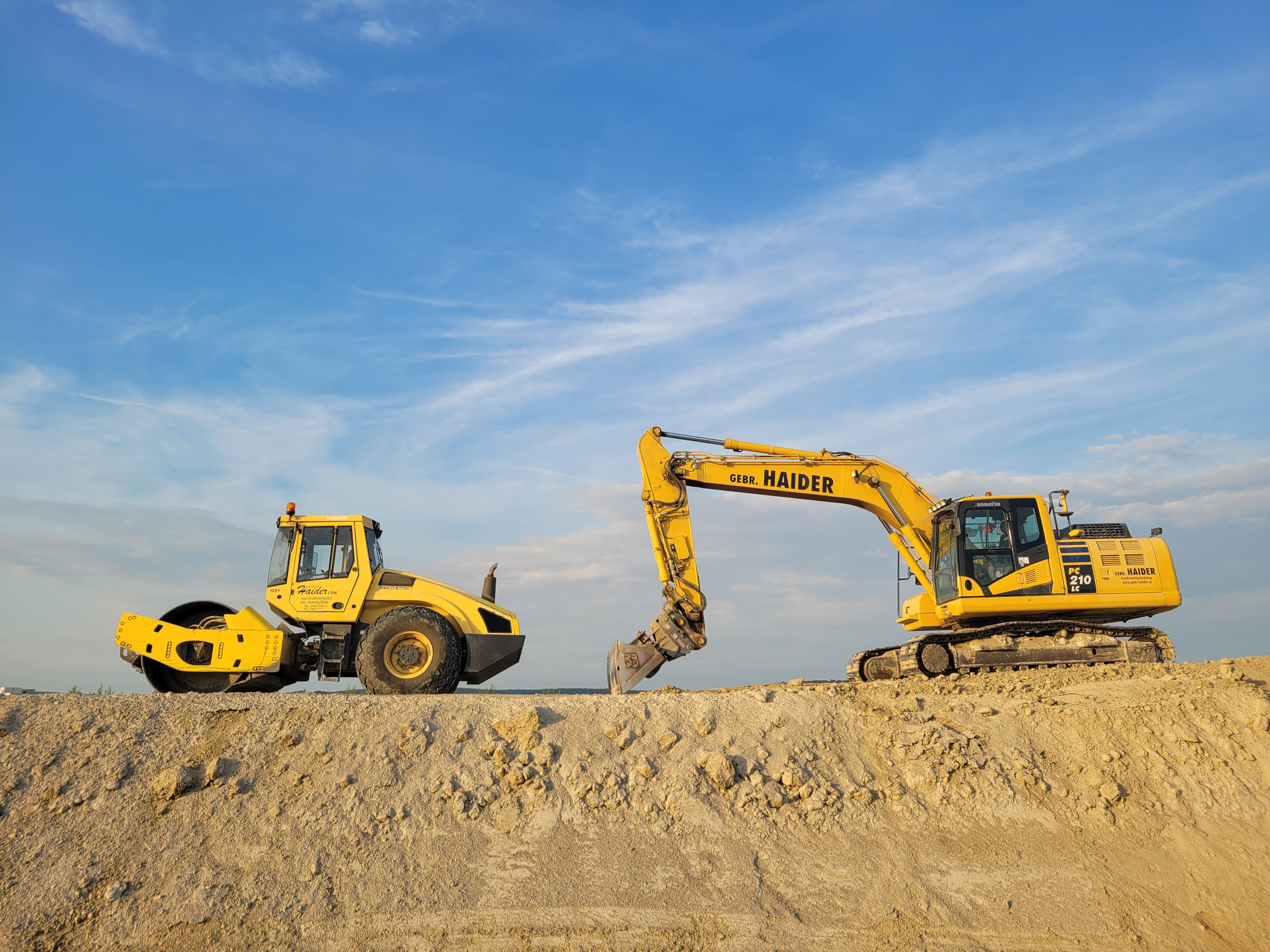
Fahrzeuge der Gebrüder Haider im Einsatz beim Bau der Umfahrung Harmannsdorf

Gebrüder Haider Bauunternehmung mit Sitz in Großraming (Oberösterreich) ist ein Baukonzern. Die Firma ist in den Bereichen Erd-, Tief- und Hochbau tätig.

## Geschichte
Der Zimmererpolier Franz Haider, der Zimmerer Johann Haider und der Maurer und Raupenfahrer Erwin Haider legten am 1. Jänner 1956 mit der Gründung der Gebr. Haider Deichgräberei OHG den Grundstein für das heutige Unternehmen.
1990 wurden der Bruder Helmut und die Söhne Klaus, Hans jun., Erwin jun. und Reinhard Gesellschafter, die das Unternehmen durch den Erwerb verschiedener Firmen und Beteiligungen diversifizierten.